# Pomnik Adama Mickiewicza w Przeworsku
Pomnik Adama Mickiewicza w Przeworsku – popiersie upamiętniające wybitnego poetę epoki romantyzmu znajdujące się w Przeworsku.

## Historia
Pomnik został wzniesiony w dwusetną rocznicę urodzin Adama Mickiewicza, która zbiegła się z setną rocznicą założenia przeworskiego chóru „Echo”. Inicjatorem przedsięwzięcia był Andrzej Świtalski, stojący na czele komitetu społecznego. Głównymi fundatorami budowy pomnika były władze samorządowe, mieszkańcy miasta oraz przeworskie firmy. Pomnik wykonany został przez Dariusza Jasiewicza. Uroczyste odsłonięcie odbyło się 22 grudnia 1998.

## Opis
Na postumencie pomnika, w kształcie kolumny, znajduje się popiersie Adama Mickiewicza. Na cokole umieszczono tablicę z inskrypcją o następującej treści:

Adamowi Mickiewiczowi
Mieszkańcy Przeworska
Grudzień 1998 r.

U stóp pomnika zamocowano tabliczki z nazwami firm, które współfinansowały wzniesienie obiektu. Stan zachowania pomnika można określić jako bardzo dobry. Obecnie opiekę nad obiektem sprawuje Urząd Miasta Przeworska.